# Laho
Laho je slovenska potniška ladja, v lasti podjetja Adriatic Safari, njen lastnik pa je Viko Kveder. Zgrajena je bila leta 1903 in je bila po drugi svetovni vojni dana nemškemu ribiču, katero je kmalu dobila Slovenija. Danes Laho služi predvsem kot ladja za turistične plovbe ob Slovenski obali, njeno domače pristanišče pa je v Portorožu pri skladišču solin. Je edina večja slovenska potniška ladja.          

## Tehnični podatki
Ladja Laho je dolga 37 metrov, široka 6,12 metra. Prostornina znaša 179 BRT. Njena maksimalna hitrost je 7 vozlov, ladjo poganja 12 valjni dizelski motor na plinsko olje moči 282 kW s prenosom na en štirilistni vijak. Ladja ima poleg strojnice, ladijskega mostu, skladišča, wc-ja in kabin še moderno kuhinjo, opremljeni točilni šank, komforten jedilni salon, bar in pokrito teraso. V primeru nesreče sta na voljo dva reševalna čolna. Posadko ladje vključuje 5 članov, ki jo sestavljajo poveljnik, upravitelj stroja, mornar, kuhar in natakar. Na ladjo se lahko vkrca največ 150 ljudi.  

## Zgodovina
Laho je bil zgrajen leta 1903 na Nizozemskem. Po končani gradnji je ladja služila kot tovorna ladja in je najprej plula na čezatlantski poti med Evropo in Kanado. Med prvo svetovno vojno je Laho služil kot vojaška ladja za polaganje morskih min, na krovu pa je imel tudi torpede. Po vojni so Lahota preuredili v potniško ladjo za prevoz potnikov. 
Med drugo svetovno vojno je Laho ponovno služil kot vojaška ladja. Nemci so ladjo uporabljali kot kamuflirano ladjo za polaganje morskih min ter prevoz torpedov. Po vojni je ladjo kupil bogat nemški podjetnik in ribič, ki je med vojno zgubil svojo ribiško ladjo, katero je imel zelo rad. Z ladjo Laho je goste in potnike vozil na dnevni ribolov po Severnem morju.V času kariere v Severnem morju je se je pravzaprav ladja dobila današnje ime "Laho", ki jo je poimenoval nemški ribič, kar pomeni "Last Hope" - "Zadnje upanje".
Leta 1992 je Slovenija kupila ladjo Laho in jo pripeljala v Piranski zaliv. Ladja je nato potrebovala 28 dni, da je priplula v Slovenijo. Laho je bil nato preurejen v današnjo podobo potniške ladje: ladja je bila prenovljena, jedilni salon, kuhinja, wc, kabine so dobili boljšo in novejšo opremo, dodana pa je bila še terasa, točilni šank in bar, stojnica pa je bila prav tako posodobljena, saj je dobila novejšo opremo. Ladji sta bila dodana tudi dva modernejša reševalna čolna in bila je prebarvana v današnjo modro belo barvo. V komercialnih namenih se je začela uporabljati že leta 1993. Laho je bil registriran v Portorožu kot slovenska ladja, nanj pa je bila na krmo ladje obešena še slovenska zastava. Zasidrana je v Portorožu na pomolu ob skladišču solin. Od leta 1993 Laho služi kot potniška ladja, ki pluje po Slovenski obali in s tem zagotavlja udobje in nepozabno doživetje potnikom. Na ladji pogosto potekajo tudi razna praznovanja obletnic, rojstni dnevi in poroke.  